# Kitchen Sink
Kitchen Sink é o quarto álbum de estúdio da música inglesa Nadine Shah . Foi lançado em 26 de junho de 2020 pela gravadora Infectious Music. 

## Músicas
Em 4 de fevereiro, Shah anunciou o lançamento de seu novo álbum - originalmente agendado para 5 de junho de 2020 - junto com o primeiro single "Ladies for Babies (Goats For Love)". 
Em 25 de março de 2020, o segundo single "Trad" foi lançado. 
O terceiro lançamento "Buckfast" foi lançado em 13 de maio de 2020, juntamente com o anúncio de que o álbum havia sido adiado para 26 de junho, a partir da data original de 5 de junho.  Shah disse sobre o novo single: "Buckfast é sobre um relacionamento tóxico, é sobre gaslighting". 

## Recepção critica
Kitchen Sink recebeu críticas de "aclamação universal". No Metacritic, que atribui uma classificação média ponderada de 100 a críticas de publicações populares, este release recebeu uma pontuação média de 86, com base em 14 avaliações.  O agregador Album of the Year concedeu ao álbum 82 de 100, com base em um consenso crítico de 17 críticas.

## Lista de músicas
Lista de faixas adaptada de Tidal. 
| N.º | Título                               | Compositor(es)                                | Duração |  |
| 1.  | "Club Cougar"                        | Ben Hillier Nadine Shah                       | 4:46    |  |
| 2.  | "Ladies for Babies (Goats for Love)" | B. Hillier N. Shah                            | 4:29    |  |
| 3.  | "Buckfast"                           | B. Hillier N. Shah Ben Nicholls Neill MacColl | 3:51    |  |
| 4.  | "Dillydally"                         | B. Hiller N. Shah B. Nicholls                 | 3:48    |  |
| 5.  | "Trad"                               | B. Hiller N. Shah B. Nicholls                 | 5:28    |  |
| 6.  | "Kitchen Sink"                       | B. Hillier N. Shah                            | 3:37    |  |
| 7.  | "Kite"                               | B. Hillier N. Shah                            | 4:53    |  |
| 8.  | "Ukrainian Wine"                     | B. Hillier N. Shah                            | 4:40    |  |
| 9.  | "Wasps Nest"                         | B. Hillier N. Shah                            | 2:23    |  |
| 10. | "Walk"                               | B. Hillier N. Shah                            | 4:44    |  |
| 11. | "Prayer Mat"                         | B. Hillier N. Shah N MacColl                  | 4:21    |  |

## Pessoal
| Músicos - Nadine Shah – Vocais principais (todas as faixas) - Ben Nicholls – baixo elétrico (faixas 1, 2, 3, 5, 10, 11) - Neil MacColl – vocais (faixa 3) - Pete Wareham – saxofone (faixa 10), flauta (faixa 10) | Produção - Ben Hillier – produtor (todas as faixas), bateria (faixas 1, 2, 3), engenharia (todas as faixas), guitarra (todas as faixas), percurssão (faixas 1, 2) - Dan Crook – engenharia (todas as faixas) - Katie Tavini – engenharia (todas as faixas) - Maisie Cook – engenharia (todas as faixas) |

## Paradas Musicais
| Parada Musical              | Posição mais alta |
| --------------------------- | ----------------- |
| Scottish Albums Chart (OCC) | 14                |
| UK Albums Chart (OCC)       | 29                |
| UK Independent Albums (OCC) | 3                 |